# Partito Comunista del Lussemburgo
Il Partito Comunista del Lussemburgo (in lussemburghese Kommunistesch Partei Lëtzebuerg,in francese Parti Communiste Luxembourgeois, in tedesco Kommunistische Partei Luxemburgs, KPL) è un partito politico lussemburghese.

## Storia
Il Partito Comunista è stato fondato il 2 gennaio 1921, nella città di Niederkorn. Nel 1937, il governo Bech tentò di introdurre la cosiddetta Maulkuerfgesetz ("legge museruola") che avrebbe bandito il partito. La legge venne tuttavia rigettata da un referendum popolare.
Dopo la fine della seconda guerra mondiale, il partito ottenne l'11,1% alle elezioni legislative ed entrò a far parte del governo di unità nazionale (1945-1947). Il partito era rappresentato al governo dal Ministro per l'Assistenza sociale e la sanità pubblica Charles Marx. Dopo la sua morte in un incidente stradale nel 1946, venne sostituito da Dominique Urbany. In seguito alla morte del leader del LSAP, la coalizione si sciolse. Venuto meno il principio di un governo onnicomprensivo, il Partito Comunista venne escluso dal governo successivo e non ha mai più fatto parte di nessun esecutivo del Lussemburgo.
Nelle elezioni legislative del 1964, il partito ottenne il 10,4% dei voti e 5 seggi alla Camera dei deputati. La rappresentanza del partito alla Camera raggiunse l'apice alle elezioni successive, con sei deputati, ma cadde, fino a quando il partito perse l'ultimo deputato rimasto nel 1994. Nello stesso anno una corrente di minoranza che si opponeva alla linea marxista-leninista del partito fondò la "Nuova Sinistra" (Nei Lénk) insieme a ciò che rimaneva del Partito Socialista Rivoluzionario (Revolutionär Sozialistesch Partei).
Nel 1999, il Partito Comunista e la Nuova Sinistra si accordarono per fondare La Sinistra (Déi Lénk). Di conseguenza, i membri del Partito Comunista si candidarono nelle liste della Sinistra nelle elezioni del 1999 e del 2000. A seguito di alcune controversie tra la maggioranza all'interno della Sinistra e i principali esponenti comunisti, il Partito Comunista tornò nuovamente a presentare liste separate alle elezioni del 2004.

## Dal 2004 al giorno d'oggi
- Elezioni legislative 2009: il Partito Comunista si presentò nuovamente in forma autonoma, raccogliendo percentuali basse in tutte le circoscrizioni e rimanendo fuori dal parlamento.<ref name="kpl-2009"/>
- Elezioni legislative 2013: il KPL continuò la propria corsa in solitaria, ottenendo ancora una volta risultati marginali e non riuscendo a ottenere seggi alla Camera.
- Elezioni legislative 2018: nonostante alcune iniziative di collaborazione con gruppi affini, il partito partecipò alle elezioni senza apparentamenti in grado di riportarlo alla Camera; anche in questa tornata non ottenne alcun seggio.
- Elezioni legislative 2023: il KPL ha continuato la propria attività politica e ha presentato liste proprie, rimanendo comunque al di sotto della soglia utile per ottenere rappresentanza parlamentare.

Nonostante la mancanza di seggi a livello nazionale sin dal 1994, il Partito Comunista del Lussemburgo rimane attivo nel dibattito politico e partecipa regolarmente alle consultazioni elettorali. Il KPL pubblica inoltre un proprio settimanale, la ''Zeitung vum Lëtzebuerger Vollek (Giornale del popolo lussemburghese), attraverso cui diffonde le sue posizioni e le informazioni sulle proprie attività.